# Jonque

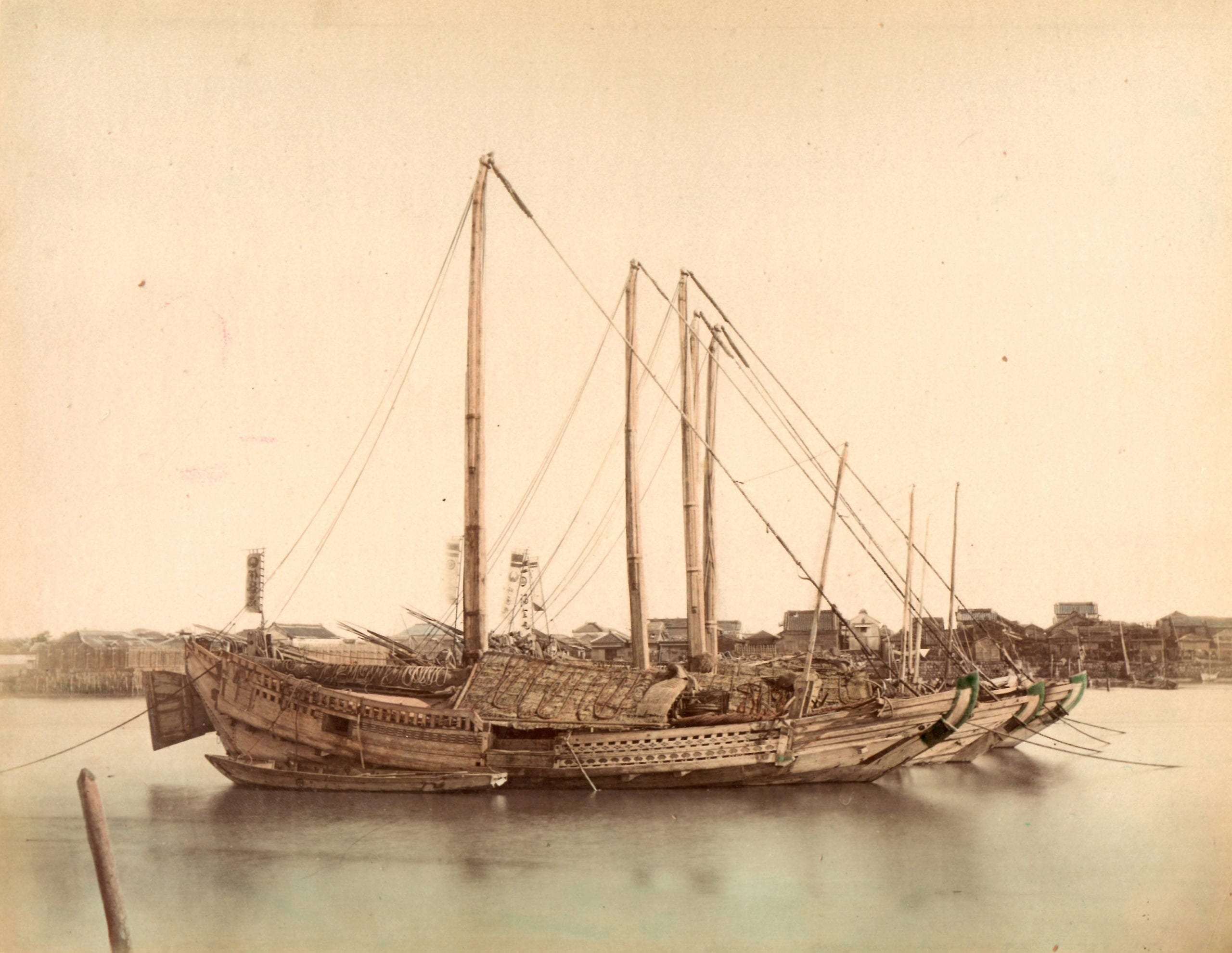
Jonque japonaise, ca. 1860
Photographie Ueno Hikoma

Une jonque est un bateau traditionnel d'Asie, à coque compartimentée et à voiles aux « trois quarts » entièrement lattées « flottantes » et à amure glissante ou réversible.
Par extension, jonque désigne le gréement typique de ces voiliers.

## Étymologie
On trouve à la fin du XVIe siècle les graphies ioncque, iuncque, et ionco, respectivement dans des traductions de textes italien, espagnol et néerlandais. Les trois mentions dérivent du portugais jonco attesté au XIVe siècle, qui dérive lui-même du malais djong.
En chinois, les appellations qui auraient pu être à l'origine du terme sont très peu employées. Inversement les statistiques des Douanes impériales chinoises utilisent environ un millier de termes pour désigner les différents types de jonques de mer et de rivières.

## Typologie
La typologie des jonques est difficile et les ouvrages scientifiques sur le sujet toujours partiels. En fait le sujet recouvre potentiellement l'ensemble des embarcations d'Asie.
Comme pour les bateaux occidentaux, cette typologie peut être fondée sur différents critères :
- Origine historique (les dérivés de la pirogue cousue, et ceux du radeau),
- Géographie (lieu d'usage),
- Type fonctionnel (utilisation : habitation, transport de marchandises, de passagers, surveillance et assistance, guerre, pêche, plaisance).

## Caractéristiques

### Gréement et voiles
Un gréement de jonque est composé d'une ou plusieurs voiles entièrement lattées et « compensées ».
Compensée, car la voile est à côté du mât et dépasse légèrement en avant de celui-ci. C'est comme un gouvernail compensé avec une partie en avant de son axe. Ce qui distingue le gréement de jonque des gréements occidentaux est l'utilisation de lattes relativement lourdes sur toute la longueur de la toile, la divisant ainsi en panneaux. Ces lattes (généralement en bambous), qui sont tenues au mât, raidissent la voile, tiennent sa forme et encaissent les efforts sur la voile. Chaque latte a sa propre écoute. L'orientation de la voile est maintenue par un réseau d'écoutes relié à une écoute principale.
Avec tous ces renforts, la toile n'est jamais lourdement sollicitée, en faisant une voile très fiable et durable.
Les nattes destinées à former les voiles des jonques sont tressées à plat et à la main avec les feuilles du coix lacryma. En plusieurs endroits elles sont renforcées par des liens de rotin. Cette fabrication occupe dans le Guangdong et le Fujian, en Chine, en 1848, des milliers de vanniers.

### Structure et coque

#### Gouvernails
« Le gouvernail est, comme la quille, percé de trous en losange, et son safran passe dans une entaille qui sépare l'arrière en deux, en laissant entrer l'eau dans une chambre calfatée d'où elle ne peut se répandre dans l'intérieur du navire ; sa fusée longue et ronde tourne dans deux étambrais et dépasse, de beaucoup, le navire ; aussi le gouvernail peut il se rentrer lorsqu'on est au mouillage, à l'aide d'un guindeau qui le soulève. »

#### Cloisons étanches
La « technique des cloisons étanches » des jonques chinoises a été inscrite en 2010 par l'UNESCO sur la liste du patrimoine immatériel nécessitant une sauvegarde urgente.

## Historique

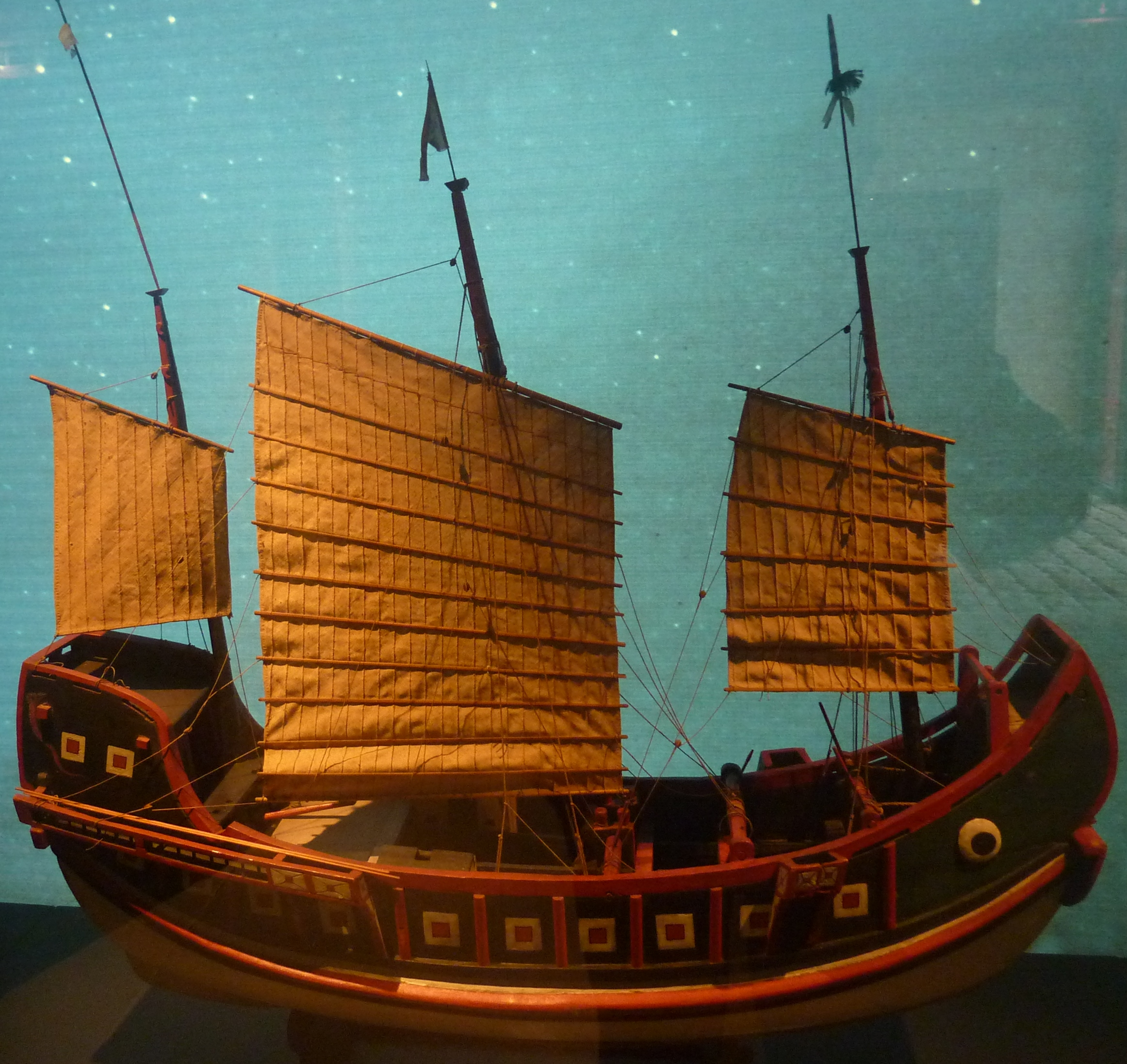
Jonque du sud de la Chine (maquette, milieu XIXe siècle, Musée national de la Marine de Port-Louis).

Les jonques sont au centre de l'histoire du commerce entre l'Asie et l'Occident et le Moyen-Orient : soie, porcelaine, thé furent échangés contre ivoire, épices et or, tout particulièrement entre le XVIe et le XVIIe siècle. C'est aussi l'époque des grandes expéditions chinoises menées sous la Dynastie Ming, notamment par l'Amiral Zheng He.
La période entre le XVIIIe et le XIXe siècle est particulièrement marquée par la piraterie. L’un des personnages le plus emblématique de l’histoire de la piraterie en jonque est sans nul doute la pirate chinoise Ching Shih qui commandait un total de 300 jonques rassemblant entre 20 000 et 40 000 hommes.
Ce n'est qu'au XIXe siècle que les jonques asiatiques rejoignent l'Amérique en traversant l'Océan Pacifique, à l'image de la jonque Keying partie de Hong-Kong en 1846. C'est aussi dans cette période troublée des guerres de l'opium que les jonques chinoises s'opposèrent aux flottes anglaises, françaises et américaines, aux navires en métal.

## Galerie d'images
|                       |                                |                                       |                                     |                                                                     |
| Voile jonque (schéma) | Jonque traditionnelle chinoise | Voiles jonques sur un voilier moderne | Voile jonque repliée sur le Pa Yeng | Sampan indonesien disposant ses voiles en oreilles par vent arriere |